# Mabaag
Mabaag, englisch Mabaag Island, auch Maybag Island genannt, ist eine kleine philippinische Insel in der Straße von Luzon, nahe der östlich angrenzenden Insel Fuga. Mabaag liegt im Südwesten der Babuyan-Inseln.

## Geographie
Auf der flachen und üppig bewaldeten, etwa 1,9 km langen und im Osten bis zu 900 Meter breiten Insel befindet sich eine alte Start- und Landebahn für Kleinflugzeuge aus dem Zweiten Weltkrieg. Knapp 600 m südlich von Mabaag liegt die Insel Barit.

## Verwaltung
Mabaag, Barit und die 1,7 km östlich durch die Musa-Bucht getrennte Insel Fuga zählen zur Gemeine Aparri (Municipality of Aparri) in der philippinischen Provinz Cagayan.